# Je crois
Pour plus de détails, voir Fiche technique et Distribution.
Je crois (Верую) est un film russe réalisé par Lidia Bobrova, sorti en 2009,.

## Fiche technique
- Photographie : Valeri Revitch
- Musique : Irina Skorik
- Décors : Youri Soutchkov
- Montage : Tatiana Bystrova